# L'Aventure des premiers hommes
L'Aventure des premiers hommes (The Incredible Human Journey) est à l'origine, dans sa version anglaise, une série documentaire en cinq épisodes d'une heure, coproduite par Travel Channel, BBC et France 5, animée et narrée par Alice Roberts et diffusée sur BBC Two. En France, la série, dans une version française légèrement différente, doublée et entièrement remontée, sans Alice Roberts et avec quelques ajouts et suppressions de scènes, toujours en cinq épisodes similaires, mais légèrement plus courts de quelques minutes, fut diffusée du 21 au 25 décembre 2009 sur France 5.

## Synopsis
Cette série fut produite peu après la publication en 2007 d'une des premières études scientifiques basées sur une analyse génétique mondiale qui concluait à une origine africaine unique de l'homme. Divers études génomiques plus poussées et récentes confirment cette hypothèse. D'après les dernières découvertes archéologiques et génétiques, nous remonterions tous jusqu'à de derniers ancêtres communs, les tout premiers homo sapiens, des êtres humains archaïques, mais semblables physiquement à nos contemporains et appelés « hommes modernes », quelques milliers ou dizaines de milliers d'individus qui seraient apparus il y a près de 200 000 ans (cf. Omo 1 et 2) en Afrique de l'est. Plus précisément, c'est l'analyse génétique qui, selon un lignage essentiellement féminin jusqu'à une hypothétique « Ève mitochondriale », confirmerait cette origine africaine unique — même si cette hypothèse est encore parfois disputée, par exemple en Chine, comme évoqué dans cette série —.
Cette série analyse essentiellement, en 2008, les dernières données concernant les toutes premières migrations préhistoriques d'Homo sapiens hors d'Afrique, continent par continent (un continent par épisode). Cette série n'évoque pas l'homme de Néandertal (Homo neanderthalensis), que l'on trouve en Europe uniquement, il y a de 300 000 à 30 000 ans, un sujet — y compris ses origines et évolutions, ses rencontres avec homo sapiens, les causes de son extinction et ses éventuelles rares migrations vers l'Asie — qui était encore controversé et mal connu en 2008 ; à des époques de forte glaciation, quelques petits groupes d'hominidés, ancêtres du genre Homo (ou « homme »), seraient passés peut-être d'Afrique en Europe, voire peut-être plus à l'est, par vagues, il y a déjà plus d'un — voire près de deux — million d'années, certains évoluant en Europe en l'espèce du néandertalien, distincte de l'espèce humaine (hypothèse la plus courante, d'espèces distinctes, au sein du genre « homme »).
Homo sapiens, ou l'humain, lui serait apparu uniquement en Afrique (désormais peu controversé), et aurait migré ensuite hors d'Afrique, pour finir par s'imposer sur toute la planète. Quelques rares migrations d'homo sapiens hors d'Afrique, peut-être même jusqu'en Asie, ont peut-être eu lieu il y a plus de 100 000 ans, mais sans réelle descendance « génétique », par diverses routes, par exemple au nord le long du Nil, ou via la Péninsule Arabe. Cette série toutefois retient essentiellement l'hypothèse la plus récente, basée sur l'analyse génétique en particulier, d'une migration, envisagée en une seule vague, il y a environ 70 000 ans, en traversant la Mer Rouge et longeant la côte sud de la Péninsule Arabique, d'un petit groupe de quelques centaines d'humains ou homo sapiens. Ce petit groupe de chasseurs-cueilleurs nomades, éternellement en quête de nourriture, en se multipliant, aurait ensuite, de proche en proche, et de générations en générations, au cours de dizaines de milliers d'années, continué à coloniser peu à peu toute la planète. Comme évoqué dans cette série, certains des descendants de ces premiers humains, de proche en proche, et de générations en générations, aux cours de millénaires, auraient atteint très tôt l'Australie, il y a 40 000 ans et d'autres seraient parvenus ainsi, via la Sibérie, jusque dans le sud du Chili il y a 15 000 ans, voire plus (autres estim.), en longeant toute la côte ouest américaine, à pied et sur mer, à une ère encore glacière pourtant, avant donc la Culture Clovis, apparue en Amérique au début du réchauffement climatique il y a 13 500 ans.
Les scientifiques impliqués dans cette série télévisée retracent à l'aide d'enquêtes pratiques, sur le terrain, voire d'archéologie expérimentale (fabrications et tests — armes, poterie — ; trajets en conditions quasi préhistoriques — glacier, radeau —, exercices agricoles — irrigation rizière, labour —, etc.), continent par continent, y compris en Sibérie et Alaska, Indonésie et Australie, et à travers les Amériques, les différentes hypothèses concernant les parcours possibles de ces tout premiers migrants, ancêtres de l'humanité, grâce aux derniers indices archéologiques et génétiques disponibles en 2008 (en analysant en particulier toutes les voies maritimes et terrestres, et leurs évolutions selon les époques, liées à la glaciation ainsi qu'aux variations du niveau des mers). Ils examinent également, brièvement, différentes causes possibles des différences anatomiques (visage, peau) qui se sont peu à peu imposées, au cours de dizaines de millénaires, chez les descendants de ces premiers migrants, selon les zones géographiques.

## Épisodes
| Épisode | Titre         | Réalisateur                       |
| ------- | ------------- | --------------------------------- |
| 1       | L'Afrique     | Mags Ligh Tbody et David Stewart  |
| 2       | L'Asie        | Fiona Cushley et Charles Colville |
| 3       | L'Europe      | Finola Lang et Philip Smith       |
| 4       | L'Australie   | Naomi Law et Edward Bazalgette    |
| 5       | Les Amériques | Clare Duncan et Peter Oxley       |

## Fiche technique
- Auteur : Paul Bradshaw (en)
- Musique : Ty Unwin
- Narrateur : Virginie Méry
- Adaptation française : Nice Fellow ; Hélène Inayetian
- Année de production : 2009
- Sociétés de production : Travel Channel, BBC, France 5